# Filipe de Brito e Nicote
Filipe de Brito e Nicote (o Nga Zinga (birmano: ငဇင်ကာ); Lisbona, 1566 circa – Thanlyin, aprile 1613) è stato un avventuriero e mercenario portoghese al servizio del regno arakanese di Mrauk U e, in seguito, del regno siamese di Ayutthaya.

## Biografia
Uno dei molti mercenari e avventurieri portoghesi che fecero la loro comparsa nel sud-est asiatico tra Cinque e Seicento, Felipe de Brito iniziò la sua carriera al servizio del re di Mrauk U Min Razagyi partendo con la sua flottiglia nell'attacco contro Pegu nel 1599. In seguito fu posto al comando, con una cinquantina di altri portoghesi, dell'importante porto di Syriam (l'attuale Thanlyin), sul delta dell'Irrawaddy. Comprendendone il notevole potenziale commerciale, de Brito cominciò ad operare autonomamente dal regno di Mrauk U, imponendo dazi sulla navigazione costiera e creando una milizia composta da portoghesi, meticci e musulmani indiani. Per rafforzare ulteriormente la propria posizione, si recò a Goa a ottenere il riconoscimento dal viceré, tornando con rinforzi e sei navi e insignito dei titoli di "Comandante di Syriam", "Generale delle conquiste di Pegu" e "Re di Pegu" dalla corte reale portoghese. De Brito deviava con la forza la navigazione costiera verso Syriam, monopolizzando la fornitura dei generi d'oltremare verso l'interno, oltre a condurre incursioni per saccheggiare i centri dell'entroterra.
Nel 1612 il re di Birmania Anaukhpetlun prese d'assedio Syriam prima che i rinforzi portoghesi potessero arrivare da Goa ad Arakan. De Brito fu catturato e impalato e morì dopo tre giorni. I portoghesi superstiti e molti mercenari musulmani furono collocati nei villaggi dell'interno e i loro discendenti continuarono a servire nell'artiglieria degli eserciti reali birmani ancora fino al XIX secolo.